# Ceratophysella
Ceratophysella — це рід колембол та їх подібних в родині гіпогаструрідів. Відомо і описано щонайменше про 100 видів роду Ceratophysella. Цератофісели дуже малі, зазвичай 1-2 мм. Можуть жити в грунті, органічних рештках. Деякі з них є шкідниками сільського господарства, пошкоджують насіння овочів. Цератофісели є їжею для більших комах, наприклад для деяких видів жуків-хижаків.